# Valerie Leon
Valerie Leon est une actrice britannique née le 12 novembre 1943.

## Biographie
Fille d'un directeur d'entreprise textile et d'une mère comédienne, elle s'est notamment illustrée dans le cinéma fantastique (La Momie sanglante, 1971) et a joué dans deux épisodes de la saga des films James Bond (L'Espion qui m'aimait en 1977 et Jamais plus jamais en 1983). On l'a également vue dans La Malédiction de la panthère rose (1978). Elle a par ailleurs souvent tourné pour la télévision anglaise.

## Filmographie

### Cinéma
- Smashing Time (1967) (La secrétaire de Tove)
- Carry On... Up the Khyber (1968) (La fille à l'hôpital)
- If There Weren't Any Blacks You'd Have to Invent Them (1968) (L'infirmière en chef)
- Carry On Camping (1969) (Miss Dobbin)
- L'or se barre (1969) (La réceptionniste)
- Zeta One (1969) (Atropos)
- Carry on Again Doctor (1969) (Deirdre)
- All the Way Up (1970) (Miss Hardwick)
- Carry on Up the Jungle (1970) (Leda)
- A Promise of Bed (1970) (La fille du bain)
- The Man Who Had Power Over Women (1970) (Glenda)
- The Rise and Rise of Michael Rimmer (1970) (Tanya)
- La Momie sanglante (1971) (Margaret Fuchs/La reine Tera)
- Carry on Matron (1972) (Jane Darling)
- Carry on Christmas: Carry on Stuffing (1972) (TV)
- Carry on Girls (1973) (Paula Perkins)
- No sex please... Nous sommes Anglais! (1975) (Susan)
- Secrétaire à tout faire (1975) (Miss Hampton)
- The Ups and Downs of a Handyman (1976) (Redhead)
- Queen Kong (1976) (La reine des Nabongas)
- L’Espion qui m'aimait (1977) (La réceptionniste de l'hôtel)
- Les Oies sauvages (1978)
- La Malédiction de la panthère rose (1978) (Tanya)
- Jamais plus jamais (1983) (La demoiselle des Bahamas)
- Gas (2006) (La prostituée/La secrétaire du dentiste)
- A Neutral Corner (2006) (Flo)

### Télévision
- Le Saint (1967) (épisode To Kill a Saint) (Therese)
- Alias le Baron (1967) (épisode Coutdown) (L'actrice du film)
- Chapeau melon et bottes de cuir (1968) (épisode Whoever Shot Poor George Oblique Stroke XR40?) (Betty)
- Hart at Barker (1969) (épisode Rustless and the Solar System)
- Mon ami le fantôme (1968) (épisode That's How Murder Snowballs) (Kay)
- Up Pompeii (1970) (épisode The Senator and the Asp) (Daili)
- Amicalement vôtre (The Persuaders) : Formule à vendre (The Long Goodbye), de Roger Moore, 1971 (Space Queen)
- The Organisation (1972) (épisode Mr Pulman and Mr Pershore) (Prudence)
- Scoop (1972) (épisode The Stitch Service) (Miss Barton)
- My Wife Next Door (1972) (épisode Dream Girl) (Laura)
- The Train Now Standing (1973) (épisode A Night to Remember) (Brenda)
- Bowler (1973) (épisode Bowler's Analysis) (Miss Ibbotson)
- Doctor in Charge (1973) (épisode In Place of Strife) (Miss Wedderburn)
- Cosmos 1999 (1975) (épisode Death's Other Dominion) (La fille de Thule)
- The Goodies (1976) (épisode It Might as Well Be String) (La séductrice)
- Mike Yarwood in Persons (1977) (épisode 1.4)
- The Morecambe & Wise Show (1977) (épisode 1977 Christmas Show) (Personnages variés)
- Whodunnit? (1978) (épisode Adieu Monsieur Chips) (Virginia)
- Happy Ever After (1978) (épisode The More Are We Together) (Fiona)
- Rings on Their Fingers (1978) (épisode Lead Me to the Altar) (Cathie)
- Kelly Monteith (1980) (épisode 2.3)
- Strangers (1982) (épisode A Swift and Evil Rozzer) (Jeanette)
- Let There Be Love (1983) (épisode Spilling the Beans) (Yolanda)
- Last of the Summer Wine (2006) (épisode Who's That Merry Man with Billy, Then?) (DW Cheetham)
- The Green Green Grass (2007) (épisode Lust in Translation) (La mère de Katia)